# Rhaconotus antennalis
Rhaconotus antennalis är en stekelart som först beskrevs av Szepligeti 1913.  Rhaconotus antennalis ingår i släktet Rhaconotus och familjen bracksteklar. Inga underarter finns listade i Catalogue of Life.